# Cursinu
El  cursinu  es una raza canina autóctona de la isla de Córcega, donde está presente desde al menos el siglo XVI. La raza fue reconocida como tal en 2003. Utilizado para diversos fines de trabajo, no tiene problemas específicos de salud.  

## Historia
El cursinu se conoce en Córcega desde el siglo XVI. Hasta la década de 1950, la raza se utilizaba como un versátil perro de caza y de granja en la isla. Durante la segunda mitad del siglo XX la raza sufrió por la competencia de las razas continentales. En 1989 se creó la Asociación de Salvaguardia del Chien Corse para salvaguardar la raza[2].
La raza ha sido reconocida por la Société Centrale Canine, el club de criaderos franceses, desde 2003; se sitúa en las razas de spitz y del grupo primitivo, como una raza primitiva

## Descripción
La raza mide 46-58 centímetros (18-23 pulgadas) a la cruz, siendo los perros machos ligeramente más grandes que las hembras. Su pelaje puede tener flecos, siendo los colores usuales atigrado, leonado, negro y marrón. La presencia de una máscara melanística está permitida bajo el estándar de la raza. Las marcas blancas pueden estar en el pecho o en las piernas. La piel del perro se adhiere estrechamente al cuerpo, y las papadas no aparecen en la raza. 

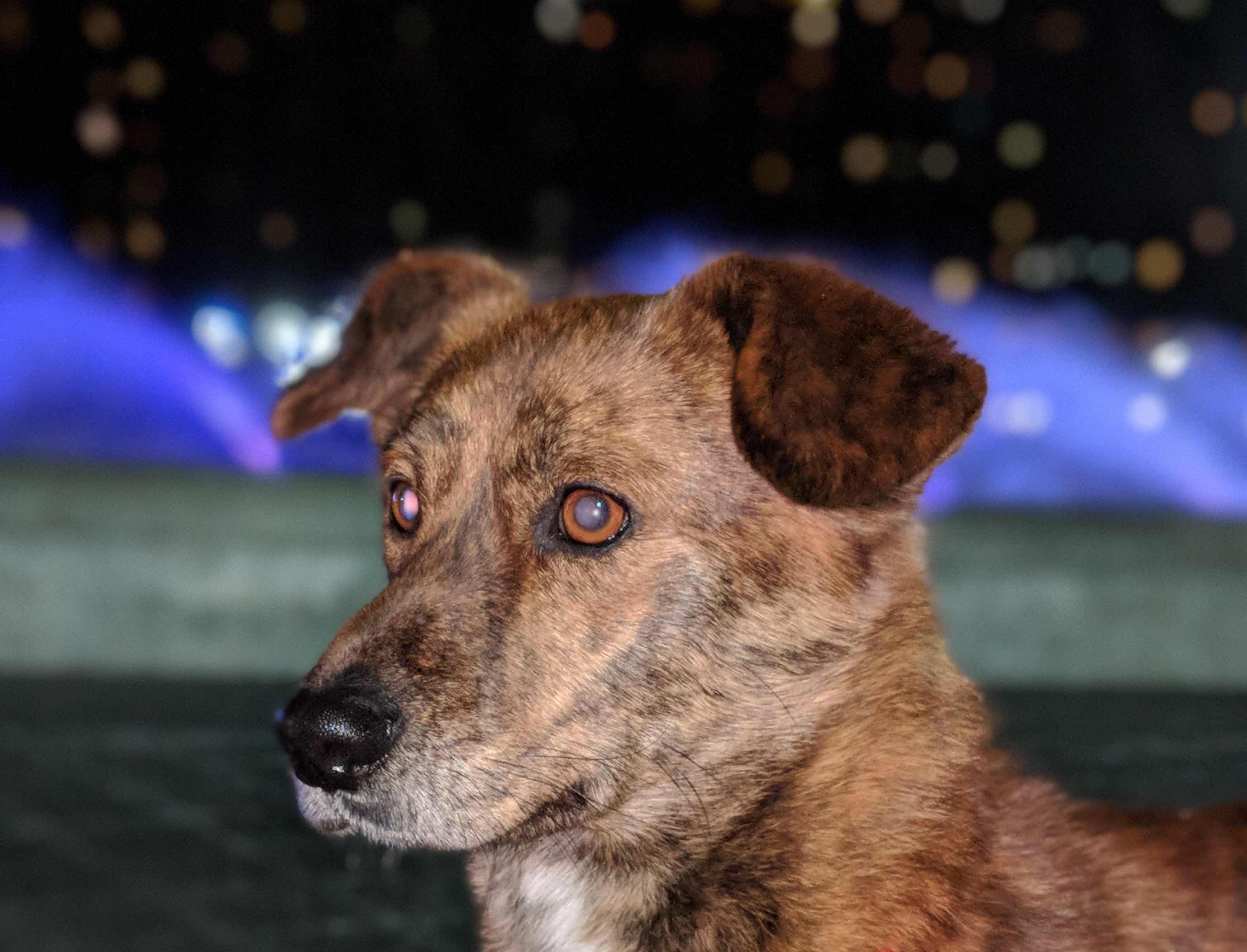
Los cursinus se puede encontrar en una amplia gama de entornos

## Temperamento
El cursinu es dócil, leal y muy apegado a su dueño. Desconfía de los extraños. Es un perro inteligente, tranquilo y estable capaz de adaptarse a muchas situaciones. Tranquilo en casa, estalla de energía y velocidad cuando está en acción.

## Trabajo
Es una raza versátil, habiendo sido utilizada como perro pastor, así como para pastorear ganado y, en algunos casos, para peleas de perros. En la caza se utiliza con mayor frecuencia en la caza del jabalí, pero se ha utilizado para el zorro y la liebre. Todavía se usa como perro pastor, perro guardián y como compañía. Puede requerir más entrenamiento que otras razas, pero puede convertirse en un compañero agradable para su dueño.

## Salud
No hay problemas de salud específicos de la raza.